# اف. آلبرت کاتن
فرانک. آلبرت کاتن (انگلیسی: Frank Albert Cotton)، یک شیمی‌دان اهل ایالات متحده آمریکا بود. او که در بیش از ۱۶۰۰ مقاله علمی و پژوهشی مشارکت داشت، بیشتر به خاطر تحقیقات و دستاوردهایش در زمینه فلزات واسطه شناخته شده است.